# Serra dels Tossals
La Serra dels Tossals és una serra situada al municipi de Capolat (Berguedà) per bé que el seu extrem més occidental i, alhora la seva màxima elevació es troba a la frontera amb el municipi de Navès (Solsonès). Aquesta elevació màxima és al Tossal de Vilella on s'assoleixen els 1.526,6 metres.

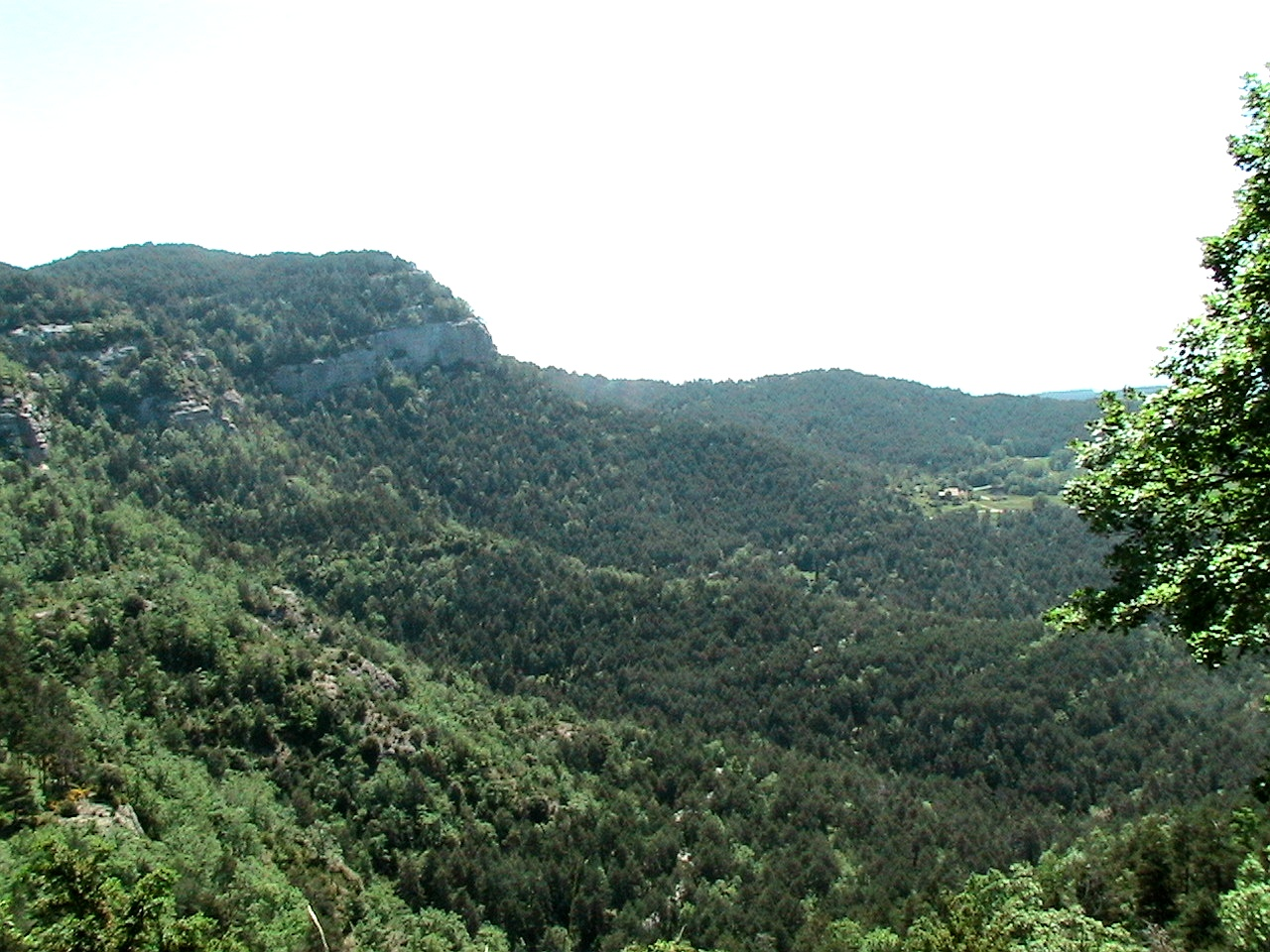
A la solana de la Serra dels Tossals el bosc amaga els abundosos cingles.